# Драган Ђуричић
Драган Ђуричић (Богатић, 1961 – Богатић, 2003) био је српски сликар.

## Сликар равнице и људске душе
На одсеку за сликарство Ликовне академије у Београду дипломирао је 1988. године и исте улази у избор „Перспективе“, групе сликара коју организује галерија код позоришта. Нижу се самосталне и групне изложбе у београдским и другим галеријама по Србији. После школовања вратио се у свој Богатић где је живео скромно.
Таленат Драгана Ђуричића импресионирао је Сергеја Јовановића, чију сликарску школу је прошао пре студија. Најбољи у класи професора Војислава Тодоровића, одушевио се студијским путовањима у Париз и Лувр.
Моделе проналази у својој Мачви, а најинспиративнији су му стари људи.
Сликао је, излагао, помагао младим сликарима на ликовним колонијама.

## Критика
Милић од Мачве га је уврстио у ред четири најпознатија сликара портрета у Србији.
После нешто више од три године од изненадне и преране смрти његове слике су на изложби уприличеној у Дому омладине у Богатићу.
Радомир Торбица, професор ликовног васпитања у Основној школи у Богатићу, иако тешко болестан дошао је да се диви свом „открићу“. Прве радове свог ђака у петом основне послао је на један ликовни конкурс и збунио чланове жирија који нису веровали да су дело дечака од 12 година. Тај дечак је, касније, постао академац сликајући на пријемном испиту рад за непун сат времена, а за који је потребна била бар једна недеља. „Из прве“ је добио индекс Факултета ликовних уметности.
Са више од 50 радова прикупљених из приватних колекција и скромне заоставштине коју чува породица, Драган Ђуричић је овом изложбом оживео међу својим суграђанима. Набој уметничког духа којим су зрачиле изложене слике, емоције, поштовање, учинили су овај омаж приређен под покровитељством општине.